# Pétra tou Romioú
Pour les articles homonymes, voir Petra.

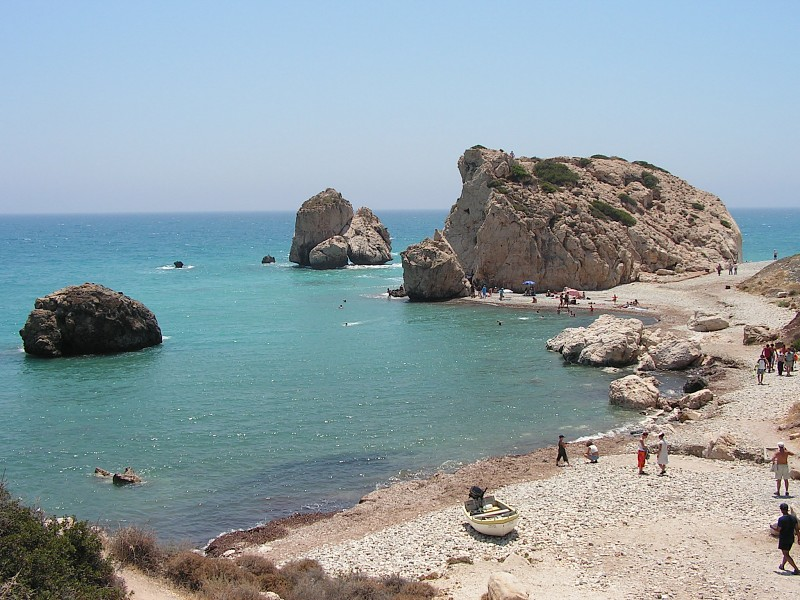
Autre vue du même rocher.

Pétra tou Romioú (grec moderne : Πέτρα του Ρωμιού, « Rocher du Grec »), connu aussi sous le nom de Rocher d’Aphrodite, est un pilier rocheux, un stack au bord de la mer, à proximité de Paphos, sur l'île de Chypre. La légende fait de ce lieu celui de la naissance d'Aphrodite.

## Localisation
Le lieu est situé sur la côte, le long de la route principale allant de Paphos à Limassol, à une quinzaine de kilomètres de Paphos.

## Légendes

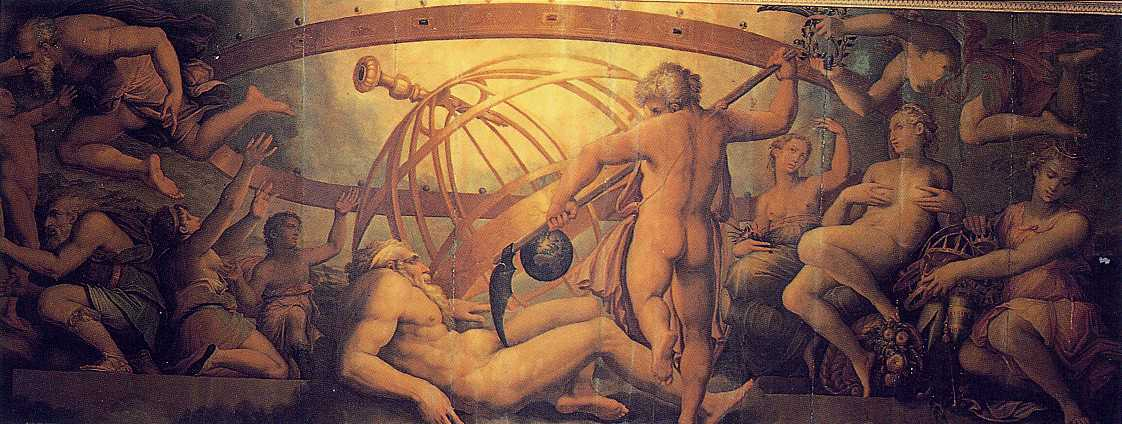
Giorgio Vasari : La Mutilation d'Uranus par Saturne (Cronos).

Selon une légende, ce rocher est le site de la naissance de la déesse Aphrodite, peut-être en raison de l'écume des eaux autour des fragments de roche. Il est connu pour cette raison sous le nom de Rocher d'Aphrodite. Gaia (la Terre Mère) a demandé à ses enfants de la venger d'Ouranos (le Ciel), ce que va faire l'un de ses fils, Cronos. Cronos tend une embuscade à son père, et le mutile avec une faux. Ouranos tente de s'échapper en s'envolant. Mais il perd des parties de son corps et les testicules tombent à la mer. Une version locale de la légende indique que le rocher d'Aphrodite correspond à la partie inférieure du corps de Cronos. Une mousse blanche apparaît à partir de laquelle une jeune fille se lève (Ἀφροδίτη, « celle qui se lève de l'écume »). La jeune fille, nommée Aphrodite, se rend à l'assemblée des dieux de Chypre. Un sanctuaire d'Aphrodite a existé dans l'ancienne Paphos, Kouklia. Son culte a été ensuite remplacé par les Romains par celui de Vénus.
Une autre légende associe le nom d'Achni à la plage à proximité du rocher, et considère ce site comme l'endroit où les Achéens ont débarqué à leur retour de Troie.
Le nom actuel de Pétra tou Romioú (Rocher du grec) associe le lieu à d'autres légendes, les exploits de Basile, exposés dans le poème épique  Digenes Akritas. Basile était à moitié grec (Romios) et moitié arabe, d'où le nom de Digenes (deux-sangs). La légende raconte que le chrétien Basile aurait jeté un énorme rocher de la montagne de Troodos sur les envahisseurs Sarrasins. Une roche voisine est également connue comme le Rocher des Sarrasins.

## Le site actuel

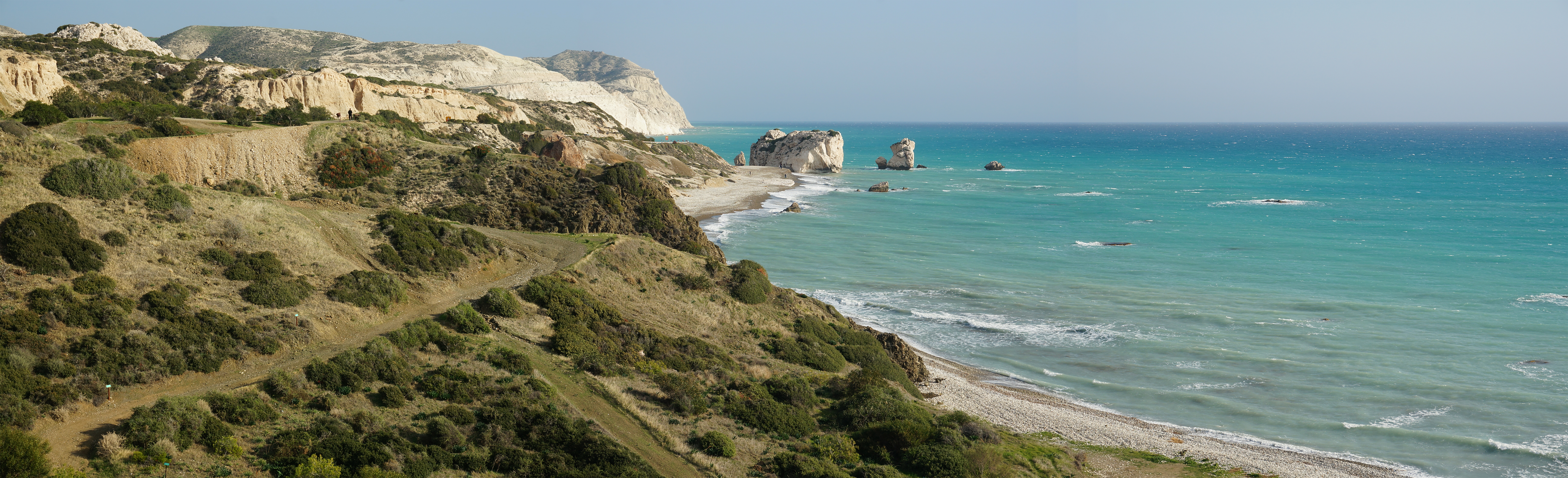
les alentours

La beauté de la région et la légende prêtant à ce lieu le statut de lieu de naissance d'Aphrodite en font un lieu touristique populaire,,.
Une «éternelle jeunesse» est promise à ceux qui se baignent autour du rocher, mais les baignades sont dangereuses.
Il n'est pas permis de gravir le rocher. Un restaurant, un pavillon touristique et la station balnéaire d' Aphrodite Hills sont à proximité.